# Агапов, Иван Тимофеевич
Ива́н Тимофе́евич Ага́пов — советский хозяйственный, государственный и политический деятель, Герой Социалистического Труда.

## Биография
Родился в 1923 году в селе Аришка. Член КПСС с 1945 года.
По окончании 8 классов, с 1939 года после переезда с родителями в Яковлевский район Приморского края начал работу секретарём в однои из сельсоветов. С декабря того жк года до призыва на воинскую службу инспектор по регистрации штатов в Яковлевском райфинотделе. С марта 1942 года в рядах Красной Армии. В 1943 году в звании сержанта командовал пулемётным взводом 2-го стрелкового полка 233-й стрелковой дивизии Степного фронта. В сентябре был тяжело ранен в левую руку и после лечения в госпитале демобилизован как инвалид Отечественной войны. края, после чего вернулся в Яковлевский район. С марта 1944 по август 1947 года работал заведующим районной сберегательной кассой № 4147. В 1945 году вступил в ВКП(6). В 1947-1949 годах обучался очно во Владивостокской краевой партийной школе и затем выдвинут на партийную работу в Приморском крае. 
- 1949—1950 гг. — заведующий отделом пропаганды и агитации Яковлевского райкома ВКП(6)
- с 1950 года — секретарь Кировского райкома ВКП(6)/КПСС, окончил высшую партийную школу при ЦК КПСС в Москве
- 1958—1967 гг. — первый секретарь Кировского райкома КПСС

Указом Президиума Верховного Совета СССР от 9 марта 1966 года «за особые заслуги в развитии народного хозяйства, науки и культуры Приморского края» ему  присвоено звание Героя Социалистического труда с вручением ордена Ленина и золотой медали «Серп и Молот».
В 1967—1983 годах — первый секретарь Спасского горкома КПСС. 
В 1983 году вышел на пенсию, однако несколько лет продолжал трудиться начальником отдела кадров на судоремонтном заводе во Владивостоке.
Умер в Спасске-Дальнем в 1996 году. Похоронен там же.

## Награды и почётные звания
- Герой Социалистического труда и золотая медаль «Серп и Молот» (09.03.1966)
- Орден Ленина (09.03.1966)
- Орден Отечественной войны 1-й (11.03.1985) и 2-й (14.04.1945) степеней
- Орден «Знак Почёта» (07.05.1971)
- Орден Трудового Красного Знамени (04.03.1976)
- медали